# John Erwin
John Erwin (Cambridge (Massachusetts), 5 december 1936 – Camarillo (Californië), 20 december 2024) was een Amerikaans (stem)acteur.
Erwins bekendste rol is waarschijnlijk die van He-Man, van wie hij de stem in meer dan honderd afleveringen van de eerste tekenfilmserie van He-Man and the Masters of the Universe verzorgde, alsmede in enkele animatiefilms en een aflevering van Family Guy waarin de figuur voorkwam. In He-Man vertolkte hij eveneens bijrollen, zoals die van Skeletors rechterhand Beast Man.
Daarnaast was Erwin de stemacteur achter het personage Reggie Mantle, de basgitarist van de fictieve band The Archies waaromtrent in de jaren zestig en zeventig verscheidene televisieprogramma's werden gemaakt.
Van 1959 tot 1965 speelde John Erwin het personage Teddy in de televisiewestern Rawhide, die het begin betekende van Clint Eastwoods carrière.
Erwin overleed rond 20 december 2024 op 88-jarige leeftijd.

## Filmografie (selectie)
- The Archie Show (animatieserie)
- Babe (familiefilm)
- Foofur (animatieserie)
- He-Man and the Masters of the Universe (animatieserie)
- Rawhide (televisieserie)
- She-Ra: Princess of Power (animatieserie)
- The Secret of the Sword (animatiefilm)